# تبلیغات سوپر بول

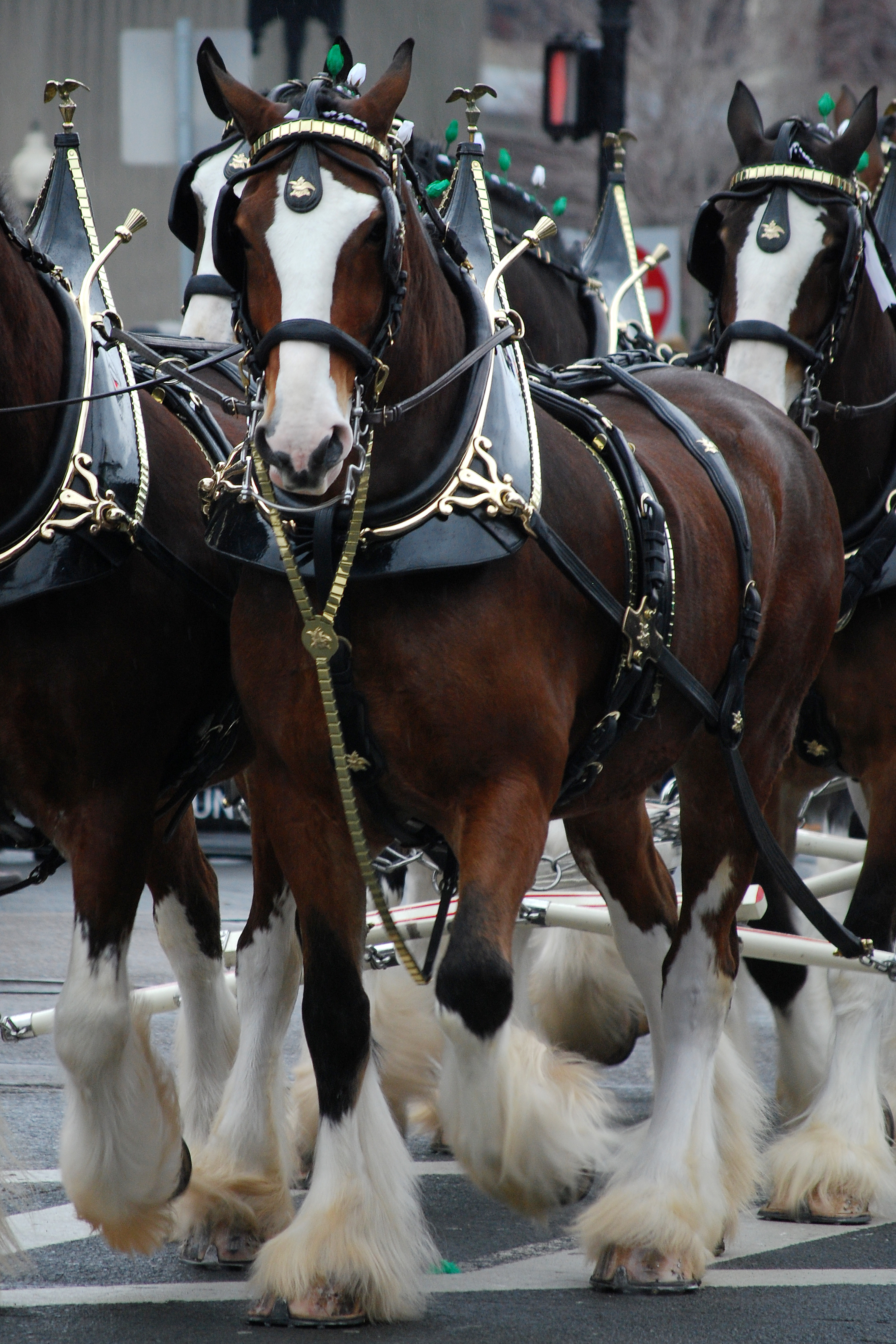
تبلیغات برند آبجو بادویزر؛ شرکت مادر این برند به نام «انهایزر-بوش» به طور مکرر در سوپر بول تبلیغات می‌کند و ۱۴ بار برنده نظرسنجی سالانه سوپر بول در یو‌اس‌ای تودی Today شده است.

تبلیغات سوپر بول (به انگلیسی: Super Bowl commercials) آگهی‌های تلویزیونی پرمخاطبی هستند که در پخش تلویزیونی لیگ فوتبال سوپر بول، بازی قهرمانی لیگ ملی فوتبال (NFL) نمایش داده می‌شوند.
این تبلیغات به دلیل پخش در زمان برگزاری رویداد سوپر بول، یکی از مهم‌ترین و پربیننده‌ترین فرصت‌های تبلیغاتی در ایالات متحده به شمار می‌روند. این تبلیغات به خاطر دسترسی به جمعیت گسترده‌ای از بینندگان و قیمت بالای پخش، شهرت زیادی دارند و در کنار خودِ بازی به یک پدیدهٔ فرهنگی مستقل تبدیل شده است، زیرا بسیاری از بینندگان بازی را فقط برای دیدن این تبلیغات تماشا می کنند. بسیاری از تبلیغات سوپر بول به دلیل کیفیت سینمایی، غیرقابل پیش‌بینی‌بودن، طنز سوررئال و استفاده از جلوه‌های ویژه مشهور شده‌اند. استفاده از شخصیت‌های مشهور نیز در تبلیغات سوپر بول رایج است. برخی از این آگهی‌های بازرگانی به دلیل ماهیت محتوایشان بحث‌برانگیز شده‌اند.

## تاریخچه
تبلیغات سوپر بول از اولین دوره‌های برگزاری این رویداد در دهه ۶۰ میلادی، به عنصری جدایی‌ناپذیر از آن تبدیل شده‌اند. با گذشت زمان، هزینه‌های تبلیغات در این رویداد به شکل چشمگیری افزایش یافته و به نمادی از اهمیت اقتصادی و فرهنگی سوپر بول تبدیل شده‌اند.
تبلیغات سوپر بول به دلیل داشتن بیشترین تعداد بیننده در بین رویدادهای تلویزیونی سالانه، از اهمیت اقتصادی بالایی برخوردارند. قیمت‌ها برای چند ثانیه پخش تبلیغ می‌تواند به میلیون‌ها دلار برسد، که این امر نشان‌دهنده‌ی ارزش بالای دسترسی به جمعیت گسترده‌ای از بینندگان است.
برخی تبلیغات سوپر بول به دلیل خلاقیت، طنز یا پیام‌های اجتماعی به شدت مورد توجه قرار گرفته و در حافظه‌ی فرهنگی جای گرفته‌اند. این تبلیغات گاهی فراتر از یک پیام تجاری، به نمادهایی فرهنگی تبدیل شده‌اند.

## تأثیرات فرهنگی
تبلیغات سوپر بول تأثیرات عمیقی بر فرهنگ مصرف‌کننده و تبلیغات در ایالات متحده داشته‌اند. آن‌ها نه تنها به عنوان یک ابزار بازاریابی بلکه به عنوان یک پدیده‌ی فرهنگی مورد بررسی قرار گرفته‌اند، که در آن خلاقیت و نوآوری در تبلیغات به اوج خود می‌رسد.
تبلیغات سوپر بول نمایشی از قدرت تبلیغات در دستیابی به جمعیت گسترده و ایجاد تأثیرات فرهنگی عمیق است. با توجه به اهمیت روزافزون این تبلیغات، آن‌ها به عنصری کلیدی در استراتژی‌های بازاریابی شرکت‌ها و نمایشگاهی از خلاقیت در صنعت تبلیغات تبدیل شده‌اند.

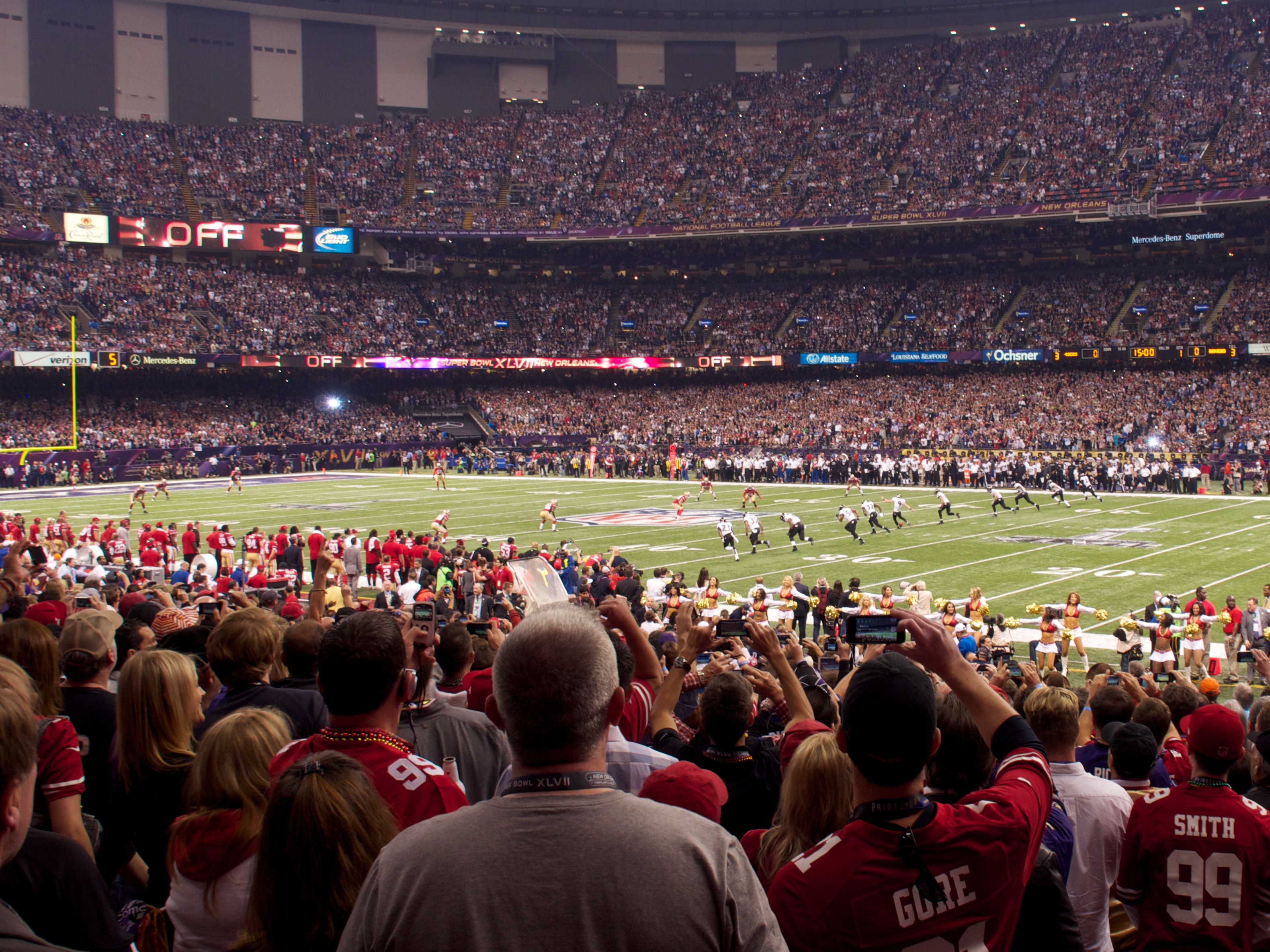
شروع بازی Super Bowl XLVII

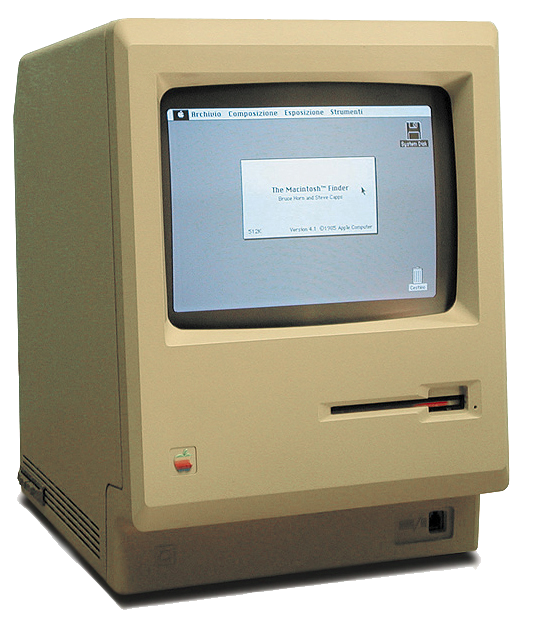
«۱۹۸۴»، یک تبلیغ برای کامپیوتر مکینتاش (تصویر) بود که به طور گسترده‌ای به عنوان بهترین تبلیغ Super Bowl در تمام دوران در نظر گرفته شده است.